# Marché de l'Abaceria
 (avril 2023).
Le Marché de l'Abaceria ou de l'Abaceria Central est un marché couvert situé dans le district de Gràcia à Barcelone. Il occupe une surface de 1.570 m² entre les rues de Puigmartí, Mare de Deu dels Desemparatas, Torrijos et la Travessera de Gràcia.

## Histoire et description
Le bâtiment est formé par une structure métallique de trois corps: une nef centrale plus haute sous un arc surbaissé et deux latérales plus basses. La couverture était de tôle ondulée de zinc, postérieurement substituée sur la nef centrale par une en fibrociment.

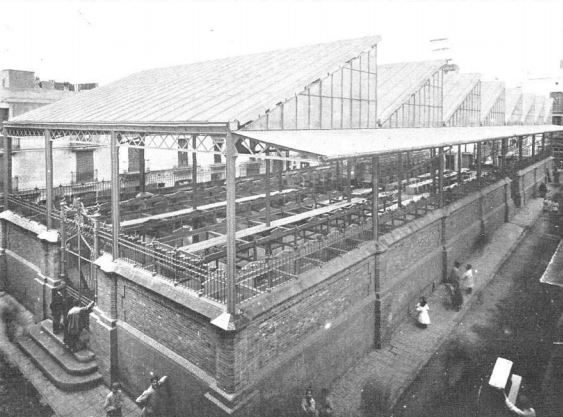
Marché couvert à la Place de la Révolution (1906)

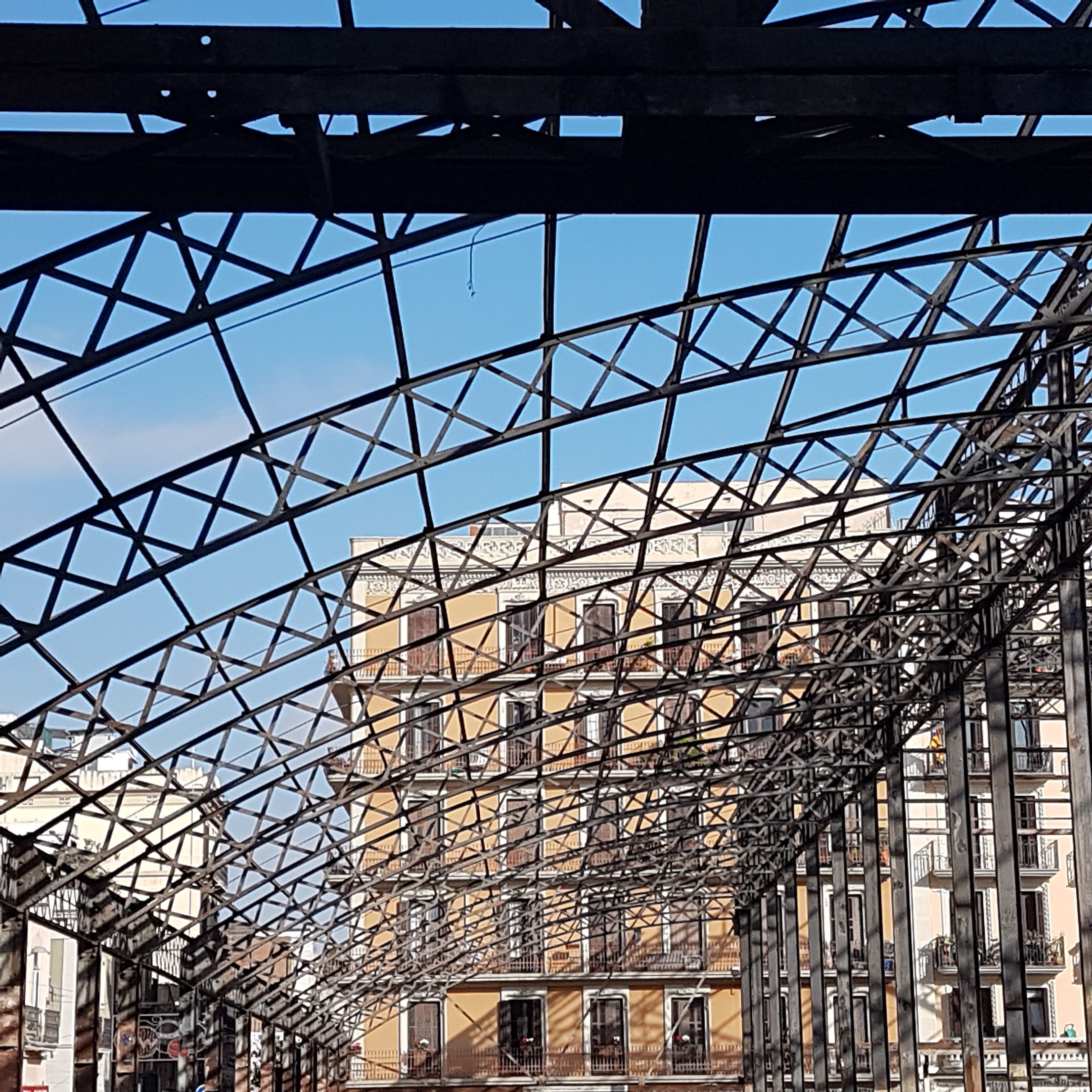
Partie de la structure du marché de l'Abaceria, en novembre 2020

Son origine tient à l'installation de lieux de vente en plein air pour les agriculteurs à la place de la Révolution dans les années 1880. Avant la Révolution de Septembre 1868, la place s'appelait place d'Isabel, en référence à la reine Isabel II, et par cela le marché, populairement, aussi en prenait le nom.
En 1889, la Mairie de Gràcia a convenu l'achat des terrains de l'ancienne usine Puigmartí , qui avait été démantelée, pour les consacrer à la construction du marché couvert. Pourtant, l'initiative est partie de la société Francesc Torrens et Serra et Cia, qui en mai 1892 a présenté un projet de l'architecte Joan Torras i Guardiola, qui avait une entreprise de constructions métalliques'.
Le Marché Abaceria Central a été inauguré le 21  décembre 1892.
Après l'agrégation à Barcelone de Gràcia en 1897, le problème de la coexistence des deux marchés s'est posé à la Mairie de Barcelone, qui a essayé de réagir en 1906 en couvrant le marché de la place de la Révolution d'une structure préfabriquée d'acier galvanisé, mais a fini par acheter le marché du Abaceria en 1911.
En 1914, Ramon Puigmartí a cédé à la Mairie de Barcelone une parcelle de terrain à l'angle des rues de Torrijos et de Puigmartí pour y agrandir le marché,.
Fin 2017 a commencé le remodelage du marché,. La restauration de la nef principale a été achevée en octobre 2020.

## Source de traduction
- (ca) Cet article est partiellement ou en totalité issu de l’article de Wikipédia en catalan intitulé « Mercat de l'Abaceria » (voir la liste des auteurs).